# Salta-Kammratte
Die Salta-Kammratte (Ctenomys saltarius) ist eine Art der Kammratten. Die Art kommt endemisch in Argentinien vor, wo sie nur in der Provinz Salta nachgewiesen ist.

## Merkmale
Die Salta-Kammratte erreicht eine Kopf-Rumpf-Länge von 20 Zentimetern sowie eine Schwanzlänge von 9 Zentimetern, und die Hinterfußlänge beträgt 33 Millimeter, Gewichtsangaben liegen nicht vor. Dabei stammen alle Maßangaben vom Holotyp, also dem der Artbeschreibung zugrunde liegenden Individuum, einem ausgewachsenen Weibchen. Es handelt sich damit um eine mittelgroße Art der Gattung. Das Fell ist kurz und die Rückenfärbung ist dumpf grün-braun (rohes Umbra), wobei die bräunliche Tönung zur Rückenmitte zunimmt. Die Körperseiten sind heller, die Bauchseite ist sandbraun bis weißlich. Die Schnauze ist ebenfalls weißlich und durch einen undeutlichen schwarzbraunen Kragen gegenüber dem Gesicht abgegrenzt. Der Schwanz ist zweifarbig mit einer dunklen Oberseite und einer hellen Unterseite, die scharf voneinander abgegrenzt sind.
Der Schädel ist sehr schmal gebaut, und anders als bei anderen Kammratten sind die Ausladungen der Jochbögen weniger weit als der Abstand zwischen den Schneidezähnen und dem hinteren Ende der Zahnreihe.

## Verbreitung
Das Verbreitungsgebiet der Salta-Kammratte ist auf die Provinz Salta im Norden von Argentinien beschränkt.

## Lebensweise
Über die Lebensweise der Art liegen wie bei den meisten Kammratten nur wenige Informationen vor. Sie lebt in Gangsystemen in den Hanglagen und in Tälern der Yunga bis in die trockeneren Chacogebiete. Die Vegetation im Bereich der Vorkommen ist durch Jochblattgewächse (Zygophyllaceae; Larrea) und Prosopis geprägt. Die Salta-Kammratte ernährt sich vor allem von den Blättern der buschigen Pflanzen.

## Systematik
Die Salta-Kammratte wird als eigenständige Art innerhalb der Gattung der Kammratten (Ctenomys) eingeordnet, die aus etwa 70 Arten besteht. Die wissenschaftliche Erstbeschreibung der Art stammt von dem britischen Zoologen Oldfield Thomas aus dem Jahr 1912. Dieser beschrieb die Art auf der Basis eines ausgewachsenen weiblichen Tieres und gab als Typuslokalität Salta, nördliches Argentinien an. Innerhalb der Kammratten wird die Art aufgrund molekularbiologischer Merkmale in eine Artengruppe eingeordnet, die neben ihr die Hochland-Kammratte (Ctenomys opimus) enthält und als opimus-Gruppe bezeichnet wird.
Innerhalb der Art werden neben der Nominatform keine Unterarten unterschieden.

## Status, Bedrohung und Schutz
Die Salta-Kammratte wird aufgrund fehlender Daten von der International Union for Conservation of Nature and Natural Resources (IUCN) nicht in eine Gefährdungskategorie eingeordnet, sondern als „data deficient“ gelistet. Unsicherheit besteht über die Verbreitung der Art, Bedrohungen des Bestandes und Erhaltungsmaßnahmen in der Andenregion. Es wird dabei angenommen, dass diese Art bedroht ist, jedoch gibt es noch sehr wenige Informationen über das Vorkommen, die Lebensweise, die Bestände und Populationen.

## Belege
1. 1 2 3 4 5 6  Salta Tuco-tuco. In: T.R.O. Freitas: Family Ctenomyidae In: Don E. Wilson, T.E. Lacher, Jr., Russell A. Mittermeier (Herausgeber): Handbook of the Mammals of the World: Lagomorphs and Rodents 1. (HMW, Band 6) Lynx Edicions, Barcelona 2016, S. 516. ISBN 978-84-941892-3-4.
2. 1 2 3   Ctenomys saltarius. In: Don E. Wilson, DeeAnn M. Reeder (Hrsg.): Mammal Species of the World. A taxonomic and geographic Reference. 2 Bände. 3. Auflage. Johns Hopkins University Press, Baltimore MD 2005, ISBN 0-8018-8221-4.
3. 1 2 3  Ctenomys saltarius in der Roten Liste gefährdeter Arten der IUCN 2019. Eingestellt von: R. Ojeda, 2016. Abgerufen am 11. April 2020.
4. 1 2  Oldfield Thomas: New Centronycteris and Ctenomys from S. America. The Annals and magazine of natural history; zoology, botany, and geology Vol. 10, series 8, 1912; S. 638–640. (Digitalisat)